# Pakalitha Mosisili
Bethuel Pakalitha Mosisili (14 tháng 3 năm 1945) là chính trị gia, hiện đang là thủ tướng mới đắc cử của Lesotho. Trước đây, ông cũng từng giữ chức thủ tướng nhiệm kỳ từ tháng 5 năm 1998 đến tháng 6 năm 2012. Trong khi đang tại vị chức vụ thủ tướng, Mosisili cũng là Bộ trưởng Bộ Quốc phòng.
Năm 2012, Đảng của ông đã thất bại trong việc đạt được đa số trong cuộc bầu cử nên Tom Thabane đã trở thành thủ tướng thay thế ông, nhiệm kỳ từ tháng 6 năm 2012 đến tháng 3 năm 2015. Trong cuộc tổng tuyển cử vào tháng 2 năm 2015, ông đã tái đắc cử chức vị thủ tướng và lãnh đạo liên minh chính phủ.

## Đời tư
Ông kết hôn với Mathato Mosisili và có bốn người con.